# Paços do Concelho de Monchique
Os Paços do Concelho de Monchique são o edifício onde está sediada a Câmara Municipal da vila de Monchique, no distrito de Faro, em Portugal.

## Descrição
O edifício está localizado na  Travessa da Portela n.º 2.

## Classificação
O edifício faz parte do Sítio de Importância Comunitária de Monchique, no Plano Setorial da Rede Natura 2000.

## História
Em 31 de julho de 2013, o então primeiro-ministro britânico, David Cameron, foi recebido numa cerimónia nos Paços do Concelho, onde lhe foram oferecidos vários produtos regionais do Algarve, e assinou o Livro de Honra do autarquia.
Em 7 de junho de 2016, foi realizada, no salão nobre dos Paços do Concelho de Monchique, uma sessão pública de divulgação do programa Internacionalizar + Algarve.
Em 20 de agosto de 2018, foi assinado, no edifício da Câmara Municipal, um acordo entre o Ministério do Ambiente e as autarquias de Monchique, de Silves e de Portimão, sobre obras de restauro nas linhas de água atingidas pelo incêndio de Monchique de 2018.
Em dezembro desse ano, o edifício foi o palco da cerimónia de assinatura de um protocolo entre a autarquia e o Instituto de Habitação e Reabilitação Urbana, de forma a apoiar vários habitantes cujas residências foram danificadas pelos incêndios.
Em 15 de janeiro de 2019, o programa Revitalizar Monchique – O Turismo como Catalisador foi apresentado no salão nobre, e em junho desse ano, o edifício acolheu a exposição O que se mantém, quando tudo se foi?, do escultor alemão Georg Scheele.